# Zouzou Hamdi El Hakim
 (février 2013).
Si vous disposez d'ouvrages ou d'articles de référence ou si vous connaissez des sites web de qualité traitant du thème abordé ici, merci de compléter l'article en donnant les références utiles à sa vérifiabilité et en les liant à la section « Notes et références ».
Zouzou Hamdi El Hakim (en arabe : زوزو حمدى الحكيم), , née le 8 novembre 1912 à Assiout et morte 18 mai 2003 au Caire, est une actrice égyptienne.

## Biographie
Actrice du théâtre, elle commence sa carrière au début des années 1920 au théâtre, puis dans les années 1940 elle joue au cinéma dans des films dramatiques, elle est beaucoup apparue en noir et blanc. Actrice de forte personnalité, elle a très souvent interprété le rôle de la méchante. Elle est apparue dans quelques séries et films en couleur. Actrice très appréciée en Égypte, elle a arrêté sa carrière en 1988 en raison de graves problèmes de santé, mais elle est revenue quelques années après faire une apparition dans une série, sa santé lui permettant de continuer plus.
Zouzou Hamdi El Hakim est la grand-mère de l'acteur Aytl Jensen. Elle a joué à ses côtés deux fois, dans la série "L'histoire de maman Zouzou" en 1988 et dans la série audio Amour impossible dans les années 90. Elle interprétait le rôle de sa tante qui essayait de l'aider pour qu'il puisse se marier avec la fille qui aime...

## Filmographie

### Actrice
- 1991 : Amour impossible (série télé) : Tante Zahira
- 1990 : Les Notes d'un époux (série télé) : Mama Zouzou
- 1988 : Un sergent qui ne dort pas (série télé) :
- 1988 : L'histoire de Maman Zouzou (série télé) : Maman Zouzou (Avec Mariem Fakhr Eldine et Aytl Jensen)
- 1987 : Sonbol après le million (série télé) : Reate Hanem, (4 épisodes : 9,12,14,15)
- 1987 : Le Testament d'un homme fou : Aziza
- 1985 : Les mille et une nuits (série télé)
- 1981 : Le Diable à l'intérieur d'un humain : la mère de Ismaïl
- 1980 : Des enfants dans la tempête (série télé) : Zahira, (7 épisodes : 1,4,5,7,10,11,12)
- 1980 : L'orphelin et l'amour (série télé)
- 1980 : Mohamed le messager du dieu (série télé)
- 1978 : Le Vainqueur des ténèbres : la mère de Taha
- 1978 : Afoih wa araneb (série télé) : Gamalate, (6 épisodes : 1,2,3,4,12,14)
- 1978 : Alexandrie pourquoi ? : la tante
- 1978 : L'Amour en haut d'un volcan : Om Gaber
- 1969 : La Momie : la mère
- 1969 : Le Trésor (série télé)
- 1967 : Biar Elmalh (série télé) : Néna
- 1967 : La Maison des étudiantes :  Nahima
- 1965 : Une veuve et 3 filles : Anissa
- 1965 : Les hommes ne se marient pas avec les jolies filles : la mère de Hassan
- 1964 : La Magie (série télé)
- 1962 : Le Conflit des héros : Gihane Hanem
- 1961 : Wa Eslamah, film colorisé : Angi
- 1959 : El Sabha fi El Nar :
- 1958 : Attrape le voleur : Aziza
- 1957 : Leila Rahiba
- 1956 : Il se sauve de l'amour :
- 1955 : Le Miel salé (série télé) : la mère
- 1955 : Les Filles de la nuit : Eihssane
- 1955 : Ismail Yassine rencontre Raya et Sekina : Sekina
- 1954 : Un rendez-vous avec le bonheur : Ateyate
- 1953 : Des mademoiselles sans homme : Narguesse
- 1952 : Raya et Sekina : Sekina
- 1952 : La Colère des parents : Lawahez
- 1951 : Une nuit sentimentale : Zouzou
- 1950 : Le Mari des 4
- 1949 : Arwah Haéma
- 1947 : El Setate Afarite : Aleya
- 1947 : Un espoir perdu
- 1947 : Une lumière du ciel
- 1946 : Rawya
- 1946 : La Main du dieu
- 1946 : Le Procureur général : Fifi, Bata
- 1946 : Les Anges de l'enfer
- 1945 : Une histoire d'amour : Doreya
- 1945 : La Mère :
- 1945 : Laïla la fille des pauvres : Samira
- 1941 : Pour l'éternité
- 1935 : La Défense
- 19?? : Une expérience en amour (série télé, 1 épisode)
- 19?? : Un nez et trois yeux (série audio)
- 19?? : Abou eltayeb el montabi (série audio)
- 19?? : Guelnar (série audio)

## Théâtre
- 1965 : La Corde à linge :
- 1965 : La Leçon :
- 1964 : Visite à l'aube :   (De 1964 à 1965)
- 1964 : Le Caché :   (De 1964 à 1965)
- 1958 : Le Petit Aigle :
- 1958 : El Hanagym :
- 1956 : Les femmes ne savent pas mentir :   (De 1956 à 1961)
- 1955 : Le Fantôme de ma femme :
- 1950 : Elkhorbane :
- 1949 : Le voleur :
- 1948 : La Défense :
- 1947 : Elaabassa :
- 1946 : Fous de Laïla :
- 1946 : L'Orpheline :
- 1945 : Le Tremblement de terre :
- 1941 : Le Roi Lear :
- 1935 : Les Gens de caverne :
- 1935 : Marwahete El Laidy Wa Nedmir :
- 1934 : La vie quand elle sourit :
- 1933 : Une femme de l'ouest :
- 1933 : Une femme de l'Orient :
- 19?? : Mabrouk :
- 19?? : Une visite sans rendez vous :
- 19?? : El Moaamale :
- 19?? : Venus and Adonis :